# Казанкина, Татьяна Васильевна
Татья́на Васи́льевна Каза́нкина (род. 17 декабря 1951, Петровск, Саратовская область) — советская легкоатлетка, трёхкратная олимпийская чемпионка, рекордсменка мира и Олимпийских игр. Заслуженный мастер спорта СССР (1976). Выступала за «Буревестник» (Ленинград).
Окончила аспирантуру Государственного дважды орденоносного института физической культуры им. П. Ф. Лесгафта (Ленинград). Кандидат педагогических наук.

## Биография
Татьяна Казанкина начала заниматься лёгкой атлетикой в возрасте 14 лет в родном городе Петровске Саратовской области под руководством Виктора Лутохина. Через четыре года она попала в поле зрения ленинградского тренера Николая Малышева и получила предложение о переезде в Ленинград. Для подкрепления предложения тренер дал гарантии поступления юной спортсменки в ленинградский университет. Предложение было принято, в 1969 году Казанкина выиграла первенство Ленинграда среди молодёжи. В 1972 году добивалась первой победы на всесоюзных соревнованиях среди взрослых, став победительницей турнира на приз газеты «Известия».
Отбор на летние Олимпийские игры 1972 года в Мюнхене спортсменка не прошла, заняв лишь четвёртое место на чемпионате СССР. Непопадание в олимпийскую заявку стало дополнительным стимулом для последующих тренировок. В 1975 году Татьяна стала первой в забеге на 1500 метров в рамках Спартакиады народов СССР. Чемпионка СССР (1975—1977). В 1976 году, за несколько месяцев до старта Олимпийских игр в Монреале, Татьяна Казанкина в Подольске на 5 секунд улучшила мировой рекорд в беге на 1500 метров — 3.55,04. На самих Играх тренерский штаб сборной СССР принял решение об участии спортсменки в двух легкоатлетических видах олимпийской программы — забегах на 800 и 1500 метров.
Забег на 800 метров принёс спортсменке первое в её карьере олимпийское золото, показанный результат — 1 минута 54,94 секунды — стал новым олимпийским и мировым рекордом. В финальном забеге на 1500 метров резким рывком за 100 метров до финиша спортсменка завоевала вторую золотую награду Олимпийских игр, пробежав последний круг за 56,9 секунд. До этого на Олимпийских играх победить на двух дистанциях — и 800 м, и 1500 м — не удавалось никому из спортсменок.
Затем Татьяна вышла замуж. В 1978 году у неё родилась дочь Маша, и было неизвестно, продолжит ли двукратная олимпийская чемпионка карьеру. Николай Малышев убедил Татьяну в том, что она успеет набрать форму до следующих Олимпийских игр. В 1980 году на Олимпийских играх в Москве, спортсменка вновь выиграла золото в забеге на 1500 метров, установив очередной олимпийский рекорд. Последние два круга — это 800 метров — она пробежала быстрее двух минут. В преддверии Олимпийских игр в Лос-Анджелесе, МОК принял решение о введении в олимпийскую программу новой легкоатлетической дисциплины — бега на 3000 метров. Именно в ней собиралась бежать трёхкратная олимпийская чемпионка, но в спорт вмешалась политика, советское руководство решило бойкотировать олимпиаду и советская делегация на Олимпийские игры 1984 года не поехала.
Завершение спортивной карьеры Татьяны Казанкиной было связано с допинговым скандалом. В 1984 году после соревнований в Париже ей предложили пройти допинг-тест, но на процедуру она не явилась и была дисквалифицирована. Татьяна Казанкина не оставляла попыток вернуться в большой спорт, выступала в беге на 15 км на шоссе, даже готовилась к отборочным соревнованиям к Олимпиаде 1988 года, но приняла решение уйти из большого спорта после этого неудачного для неё отбора.

### После спорта
По окончании спортивной карьеры Татьяна Казанкина перешла на преподавательскую работу в Ленинградский институт физической культуры имени П. Ф. Лесгафта. В 1992 году защитила диссертацию, получив степень кандидата педагогических наук. В настоящее время Татьяна Казанкина проживает в Санкт-Петербурге.
Татьяна Казанкина опубликовала около 20 научных работ. С 1992 года по настоящее время Т. Казанкина — президент Союза спортсменов Санкт-Петербурга, который пытается защищать права бывших чемпионов, организовывать спонсорскую помощь нуждающимся.
В 2008 году награждена медалью ордена «За заслуги перед Отечеством» II степени.
27 октября 2013 года Татьяна Казанкина приняла участие в олимпийской эстафете, получив факел с потухшим огнём из рук министра культуры РФ Владимира Мединского. После повторного зажжения огня пронесла факел от «Медного всадника» в Санкт-Петербурге по Английской набережной.

## Результаты

### Соревнования
предварительные забеги/соревнования
| Год  | Соревнования                   | Город       | Дистанция | Дата          | Результат         | Место                | Видео |
| ---- | ------------------------------ | ----------- | --------- | ------------- | ----------------- | -------------------- | ----- |
| 1973 | Универсиада                    | Москва      | 1500 м    | 17 августа    | 4.14,22           | 5                    |       |
| 1974 | Чемпионат Европы               | Рим         | 1500 м    | 6 сентября    | 4.11,4            | 1 (забег 2)          |       |
| 1974 | Чемпионат Европы               | Рим         | 1500 м    | 8 сентября    | 4.05,94           | 4                    |       |
| 1975 | Чемпионат Европы (в помещении) | Катовице    | 1500 м    | 8 марта       | 4.23,0            | 1 (забег 1)          |       |
| 1975 | Чемпионат Европы (в помещении) | Катовице    | 1500 м    | 9 марта       | 4.14,8            | II                   |       |
| 1975 | Кубок Европы                   | Ницца       | 1500 м    | 16—17 августа | 4.08,9            | III                  |       |
| 1976 | Чемпионат мира по кроссу       | Чепстоу     | 4800 м    | 28 февраля    | 16.39             | II (личный зачёт)    |       |
| 1976 | Чемпионат мира по кроссу       | Чепстоу     | 4800 м    | 28 февраля    | 33                | I (командный зачёт)  |       |
| 1976 | Олимпийские игры               | Монреаль    | 800 м     | 23 июля       | 2.00,15           | 1 (забег 5)          |       |
| 1976 | Олимпийские игры               | Монреаль    | 800 м     | 24 июля       | 1.57,49           | 2 (полуфинал 1)      |       |
| 1976 | Олимпийские игры               | Монреаль    | 800 м     | 26 июля       | 1.54,94 WR*       | I                    |       |
| 1976 | Олимпийские игры               | Монреаль    | 1500 м    | 28 июля       | 4.12,10           | 2 (забег 3)          |       |
| 1976 | Олимпийские игры               | Монреаль    | 1500 м    | 29 июля       | 4.07,37           | 1 (полуфинал 2)      |       |
| 1976 | Олимпийские игры               | Монреаль    | 1500 м    | 30 июля       | 4.05,48           | I                    |       |
| 1977 | Универсиада                    | София       | 800 м     | 20 августа    | 2.01,7            | 2 (забег 3)          |       |
| 1977 | Универсиада                    | София       | 800 м     | 21 августа    | 1.58,6            | II                   |       |
| 1977 | Кубок Европы                   | Хельсинки   | 1500 м    | 13—14 августа | 4.04,35 CR        | I                    |       |
| 1977 | Кубок мира                     | Дюссельдорф | 1500 м    | 2 сентября    | 4.12,7            | I                    |       |
| 1978 | Чемпионат мира по кроссу       | Глазго      | 4728 м    | 25 марта      | 17.43             | 19 (личный зачёт)    |       |
| 1978 | Чемпионат мира по кроссу       | Глазго      | 4728 м    | 25 марта      | 185               | 11 (командный зачёт) |       |
| 1980 | Олимпийские игры               | Москва      | 1500 м    | 30 июля       | 3.59,12           | 1 (забег 1)          |       |
| 1980 | Олимпийские игры               | Москва      | 1500 м    | 1 августа     | 3.56,6 OR         | I                    | Видео |
| 1983 | Чемпионат мира                 | Хельсинки   | 3000 м    | 8 августа     | 8.44,72 (забег 2) | 3                    |       |
| 1983 | Чемпионат мира                 | Хельсинки   | 3000 м    | 10 августа    | 8.35,13           | III                  |       |
| 1984 | Дружба-84                      | Прага       | 3000 м    | 16—18 августа | 8.33,01           | 4                    |       |

1. ↑  Состав команды: Татьяна Казанкина — 19, Нина Сырникова — 40, Светлана Ульмасова — 56, Раиса Садрейдинова[нем.] — 70

| Год  | Соревнования            | Город     | Дата              | Дистанция | Результат | Место |
| ---- | ----------------------- | --------- | ----------------- | --------- | --------- | ----- |
| 1971 | Чемпионат               | Москва    | 16—19 июля        | 800 м     |           |       |
| 1971 | Чемпионат               | Москва    | 16—19 июля        | 1500 м    |           |       |
| 1972 | Чемпионат (в помещении) | Москва    | 24—27 февраля     | 1500 м    | 4.20,2    | II    |
| 1972 | Чемпионат               | Москва    | 17—20 июля        | 1500 м    |           | 4     |
| 1973 | Кубок                   | Харьков   | 20 сентября       | 800 м     | 2.05,3    | I     |
| 1974 | Чемпионат (в помещении) | Москва    | 13—15 февраля     | 800 м     | 2.10,0    | III   |
| 1975 | Чемпионат (в помещении) | Москва    | 18—19 февраля     | 800 м     | 2.08,1    | III   |
| 1975 | Чемпионат               | Москва    | 27—30 июля        | 1500 м    | 4.07,9    | I     |
| 1976 | Чемпионат               | Киев      | 10—12, 22—24 июня | 1500 м    | 4.05,2    | I     |
| 1977 | Чемпионат               | Москва    | 26—29 июля        | 800 м     | 1.59,3    | II    |
| 1977 | Чемпионат               | Москва    | 26—29 июля        | 1500 м    | 4.04,2    | I     |
| 1979 | Чемпионат               | Москва    | 21—29 июля        | 4×800 м   | 8.04,9    | III   |
| 1980 | Кубок                   | Ленинград | 30—31 августа     | 800 м     | 1.58,6    | I     |
| 1984 | Чемпионат               | Донецк    | 7—9 сентября      | 800 м     | 1.59,51   | II    |

1. ↑  Состав команды: Наталья Кузнецова, Татьяна Казанкина, Людмила Веселкова, Ольга Двирна

### Рекорды мира
| Дистанция    | Результат | Место     | Дата      |
| ------------ | --------- | --------- | --------- |
| 800 метров   | 1.54,94   | Монреаль  | 26.7.1976 |
| 1500 метров  | 3.56,0    | Подольск  | 28.6.1976 |
| 1500 метров  | 3.55,0    | Москва    | 12.6.1980 |
| 1500 метров  | 3.52,47   | Цюрих     | 13.8.1980 |
| 3000 метров  | 8.22,62   | Ленинград | 26.8.1984 |
| 4×800 метров | 7.52,4    | Подольск  | 16.8.1976 |
| В помещении  |           |           |           |
| 4×880 ярдов  | 8.41,6    | Ричмонд   | 17.3.1972 |